# Jordi Martí i Rosselló
Jordi Martí i Rosselló (Palma, Mallorca, 1891 — ibíd., 1973) va ser un dramaturg, assagista i poeta mallorquí en llengua catalana.
Signava sovint amb el pseudònim Es Mascle Ros, que al·ludia al seu gènere i al color dels seus cabells. De petit Martí aprengué l'ofici de sabater del seu pare. També exercí de fonedor.
Va col·laborar en diverses publicacions mallorquines, bàsicament de caràcter popular, com El Obrero Balear, Ca Nostra, Es Gallet, Es Puput i Sa Llonja. El 1915, com molts altres mallorquins de la seva època, es va veure obligat a emigrar. Visqué a Alger i a Buenos Aires. Al cap de dos anys, el 1917, de tornada a Mallorca, va fer realitat el seu somni, el setmanari Foc i Fum (1918-36), de to satíric i anticlerical. Va ser el setmanari illenc més popular i longeu i tot un oasi enmig de l'oferta informativa de l'època, controlada pels sectors dominants. Foc i fum era bilingüe. Així ja ho indicava el seu subtítol: “ Setmanari mallorquí populá y castellà d'es que susa, inimích de ses penes y amích d'es bon humó ”. Per poder arribar al poble en general feia servir un català molt col·loquial que no seguia les normes ortogràfiques de Pompeu Fabra (1913).
El 1919 va haver-se d'exiliar a Barcelona a causa dels plets sostinguts amb Joan March, un dels grans potentats illencs. Fruit d'aquesta experiència són les seves Memòries d'un desterrat, escrites en vers. Va escriure una gran quantitat de monòlegs, en què el to radical i corrosiu sobresurten més que no pas els valors pròpiament literaris. Assoliren, això sí, un gran èxit entre les classes populars, gràcies a l'elecció dels temes —l'actualitat política o personatges populars de la ciutat— i a un to sarcàstic un pèl groller: Calaverades d'un poll (1918), Es gènit de ses femelles (1923), Un botifarra (1923), A voltros, dones casades (1923) o Lo que són es mascles (1928), entre d'altres. Va signar també una comèdia en vers de to arrevistat titulada De sa Roqueta o coses de ca nostra (1925). Així mateix, és autor de les paròdies Tenorio mallorquí (1915, revisada el 1923) i Es picarol de na Joanaina (1928, basada en La campana de l'Almudaina, de Joan Palou i Coll).
El Mascle Ros no va dubtar a criticar l'ascens del nazisme alemany. El juliol del 1936, en esclatar la Guerra Civil espanyola, el seu nom aparegué a la llista negra dels militars alçats. Dies abans ja havia denunciat que hi havia civils que tenien armes a casa. La seva família se l'intentà endur, sense èxit, a Sencelles. Ell insistia que volia restar a Palma, prop de les seves màquines i dels seus papers. Aviat, però, li prohibiren publicar més el seu setmanari. Des del 1917, al llarg de les seves tres etapes d'existència, havia tret 760 números. Després d'estar uns mesos amagat, l'editor de ‘Foc i Fum' pogué salvar la vida gràcies als contactes d'un germà militar.
El Mascle Ros va morir el juliol del 1973 a l'edat de 82 anys. Ja ningú es recordava de la seva ploma mordaç que incomodava els poderosos. Avui, però, el seu famós setmanari torna a tenir vida al portal digital www.focifum.cat. Va ser creat el 2015 per cinc amics mallorquins.